# Bâlea
Bâlea (rumunsky Lacul Bâlea) je jezero ledovcového původu v Rumunsku. Nachází se v župě Sibiu (na hranici s župou Argeș) v pohoří Fagaraš, v sedle, jímž prochází transkarpatská silnice 7C (rumunsky Transfăgărășan), západně od hory Moldoveanu a východně od hory Negoiu. Leží v nadmořské výšce 2 034 m. Jeho rozloha činí 4,65 ha, jeho maximální hloubka je 11 m.

## Vodní režim
Z jezera odtéká řeka Bâlea, přítok řeky Cârțișoara, jež ústí do Oltu.

## Okolí
U jezera stojí dvě chaty s celoročním provozem, meteorologická stanice a dům horské služby (Salvamont). V létě je jezero přístupné po silnici, od chaty Bâlea Cascadă k němu vede visutá lanovka.

## Zajímavosti
V roce 2006 byl u jezera vystavěn první ledový hotel ve východní Evropě.

## Galerie

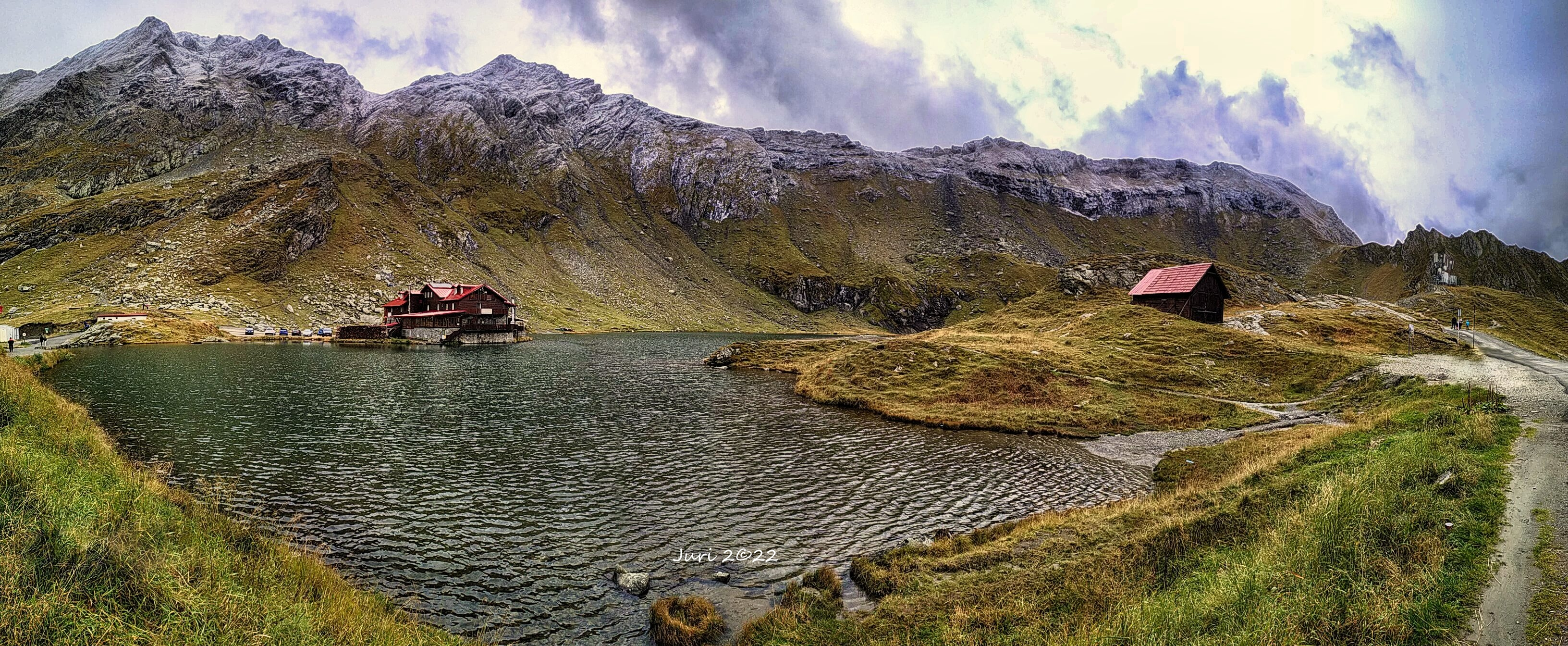
Vysokohorské pleso Balea